# Sacodes indubia
Sacodes indubia es una especie de coleóptero de la familia Scirtidae.

## Distribución geográfica
Habita en la India.